# نفحات‌الانس
نفحات الأنس من حضرات القدس کتابی است به نثر فارسی نوشتهٔ عبدالرحمان جامی که شرح زندگی عارفان و صوفیان مسلمان از سده‌های نخستین تا زمان خود نویسنده را در بر دارد. این کتاب بازنویسی کتاب طبقات الصوفیه اثر خواجه عبدالله انصاری است.
این کتاب را جامی به پیشنهاد امیر علیشیر نوایی نگاشت و کار تألیف آن را به سال ۸۸۳ هجری به پایان برد.

## تصحیح
تصحیح این کتاب در سال ۱۳۷۰ منتشر و در دهمین مراسم کتاب سال جمهوری اسلامی ایران (در بهمن‌ماه ۱۳۷۱) به‌عنوان کتاب برگزیده معرفی شد.